# Бамбини, Джорджо
Джо́рджо Бамби́ни (итал. Giorgio Bambini; 24 февраля 1945, Специя — 13 ноября 2015) — итальянский боксёр тяжёлой весовой категории, выступал за сборную Италии во второй половине 1960-х годов. Бронзовый призёр летних Олимпийских игр в Мехико, чемпион Средиземноморских игр, участник многих международных турниров и национальных первенств. В период 1969—1971 боксировал на профессиональном уровне, но без особых достижений.

## Биография
Родился в городе Специя, регион Лигурия. Первого серьёзного успеха на ринге добился в 1965 году, когда в тяжёлом весе стал чемпионом Италии среди любителей (впоследствии повторил это достижение ещё три раза подряд). В 1967 году ездил на Средиземноморские игры в Тунис, откуда привёз медаль золотого достоинства, одолев всех своих соперников. Благодаря череде удачных выступлений удостоился права защищать честь страны на летних Олимпийских играх 1968 года в Мехико — сумел дойти здесь до стадии полуфиналов, тем не менее, во втором раунде полуфинального матча был нокаутирован американцем Джорджем Форманом, будущим многократным чемпионом мира среди профессионалов.
Получив бронзовую олимпийскую медаль, решил попробовать себя на профессиональном уровне и покинул сборную. Его профессиональный дебют состоялся в марте 1969 года, своего первого соперника он победил нокаутом в шестом раунде. В течение двух последующих лет провёл 15 победных поединков, однако дрался исключительно на территории Италии и в титульных боях не участвовал. В конце 1971 года принял решение завершить карьеру спортсмена.